# Ann Mollo
Margaret Ann Mollo (* 1933) ist eine britische Bühnenbildnerin, Gartendesignerin und Model. Für das Szenenbild in Die Geliebte des französischen Leutnants wurde sie mit einer Oscar-Nominierung ausgezeichnet.

## Leben und Wirken
Von 1956 bis 1966 war Ann Mollo mit dem Kostümbildner und Militärhistoriker John Mollo verheiratet.
1973 gestaltete Ann Mollo erstmals das Bühnenbild für einen Spielfilm: die britische Horror-Satire Theater des Grauens. Bis in die 1990er war sie an zahlreichen Spielfilmproduktionen als Bühnenbildner und Setausstatter beteiligt. Für ihre Mitarbeit an der Produktion des Filmes Die Geliebte des französischen Leutnants wurde sie 1982 gemeinsam mit Filmarchitekt Assheton Gorton für einen Oscar in der Kategorie Bestes Szenenbild nominiert.  Daneben war sie auch als Model tätig. Bekanntheit erlangte sie durch einen After-Eight-Werbespot des Produzenten Richard Lester.
Nach ihrer Karriere im Filmgeschäft widmete sich Moll dem Gartenbau. Ihr eigener Garten, der im romantischen Stil mit Rosen, Lilien und einer gotischen Laube gestaltet ist, wurde mehrfach ausgezeichnet und in Gartenzeitschriften vorgestellt. Sie betätigt sich als Gartendesignerin und greift dabei häufig auf Elemente wie Spaliere, Bögen, Obelisken und Lauben zurück, um Gärten zu strukturieren.
Mollo lebt mit ihrem Partner, dem Production Designer Jon Bunker, in Notting Hill.
Ein Porträtfoto von ihr befindet sich in der National Portrait Gallery in London. Es wurde 1969 von Fotograf und Production Designer Michael Seymour (1932–2018) aufgenommen.

## Filmografie
- 1973: Theater des Grauens (Theatre of Blood)
- 1977: Die Duellisten (The Duellists)
- 1981: Die Geliebte des französischen Leutnants (The French Lieutenant's Woman)
- 1982: Mörderische Leidenschaft (Murder Is Easy)
- 1983: Begierde (The Hunger)
- 1984: Greystoke – Die Legende von Tarzan, Herr der Affen (Greystoke: The Legend of Tarzan, Lord of the Apes)
- 1985: Revolution
- 1985: Legende (Legend)
- 1987: Bellman and True - Gangster wider Willen (Bellman and True)
- 1989: Frau in Schwarz (The Woman in Black)
- 1992: 1492 – Die Eroberung des Paradieses (1492: Conquest of Paradise)
- 1995: Rob Roy
- 1990: My Life So Far